# George Child-Villiers (conte di Jersey)
George Child-Villiers (St. Marylebone, 15 febbraio 1910 – Londra, 9 agosto 1998) è stato un nobile e politico britannico, pari della famiglia Child-Villiers, era il IX conte di Jersey e figlio di George Child-Villiers, VIII conte di Jersey. Nel 1940 aveva dato uno dei posti per la famiglia, Osterley Park.

## Biografia
La sua prima moglie fu Patricia Richards (20 gennaio 1914-27 gennaio 2017): si sposarono il 12 gennaio 1932 e divorziarono nel 1937. Hanno avuto una figlia, Lady Caroline Child-Villiers (nata il 9 aprile 1934), ora Lady Caroline Ogilvy, che sposò in prime nozze Gilbert Elliot-Murray-Kynynmound, sesto conte di Minto, e ebbe un figlio, mentre sposò in seconde nozze il 23 settembre 1969 John Douglas Stuart ed in terze nozze nel 1980 l'Hon. James Donald Diarmid Ogilvy, figlio di David Lyulph Gore Wolseley Ogilvy. Non ha avuto problemi con il suo secondo e terzo matrimonio.
Lord Jersey sposò poi l'attrice statunitense Virginia Cherrill il 30 luglio 1937, ex moglie di Cary Grant; divorziarono nel 1946, senza aver avuto figli.
La sua terza e ultima moglie fu Bianca Luciana Adriana Mottironi (morta nel 2005), che sposò il 16 ottobre 1947. Avevano tre figli: George Henry, Isabella e Charles. Il figlio maggiore di Elder gli successe nel 1998.
- George Henry Child Villiers, Viscount Villiers (nato il 29 agosto 1948, morto il 19 marzo 1998 da un infarto). Sposò il 22 dicembre 1969 Verna P. Stott; divorziò nel 1973, con figli. Sposò il 9 gennaio 1974  Sacha Jane Hooper Valpy; divorziò nel 1988, con figli. Sposò nel 1992 Stephanie Louisa Penman.
- Lady Isabel Bianca Rosa Child-Villiers (nata l'11 ottobre 1950), che sposò Peter Edward Harrison il 12 ottobre 1974 ed ebbe un figlio (Matthew Alexander Charles Harrison, 16 aprile 1980) e una figlia (Alexandra Venetia Harrison, 29 aprile 1977).
- On. Charles Victor Child-Villiers (10 gennaio 1952 - 1991), sposò il 10 maggio 1975 Brigitte Elisabeth Germaine Marchand, divorziò nel 1989.  perse improvvisamente l'udito e morì, all'età di 39 anni; ebbe due figlie: Eleanor Monica Child-Villiers (nata nel 1979) e Barbara Beatrice Child-Villiers (nata nel 1981)

## Residenze
Il nono conte fu responsabile della ristrutturazione del seggio familiare, Middleton Park nell'Oxfordshire, e impiegò Edwin Lutyens come architetto. Quando ha cercato di dare Middleton al National Trust, hanno rifiutato con la motivazione che la casa era stata ristrutturata da Lutyens - le cui case ora cercano in particolare. Alla fine degli anni '40, il IX conte diede l'Osterley Park a Hounslow alla nazione; ha detto di quella casa, "ci è voluto un gruppo di 12 persone addestrate per portarmi un uovo sodo la mattina, e l'uovo era sempre freddo quando è arrivato a me!"
Si trasferì a Radier Manor a Jersey poco dopo, dove visse con Bianca fino alla morte. Bianca è morta nel marzo 2005.

## Rivendicazione al trono d'Inghilterra
Secondo una teoria legittimista , Villiers era il legittimo re d'Inghilterra , l'ultimo erede di Anna Stanley, contessa di Castlehaven e discendente di Anna Tudor. A causa di dispute sulla legittimità (alcuni di questi teorici sostengono che dal momento che la persona sul trono dal 1603 non è stata il legittimo monarca, nessuna legge è cambiata da allora, comprese le leggi sul divorzio), sia suo nipote (il X conte) che sua figlia maggiore (Lady Caroline) son  considerati suoi eredi legali da parti diverse.

## Ascendenza
|                                             |                                 |                                       | Genitori                                      |  |  | Nonni |  |  | Bisnonni                                  |  |  | Trisnonni                          |  |
|                                             |                                 |                                       |                                               |  |  |       |  |  | George Child Villiers, VI conte di Jersey |  |  | George Villiers, V conte di Jersey |  |
|                                             |                                 |                                       |                                               |  |  |       |  |  | George Child Villiers, VI conte di Jersey |  |  | George Villiers, V conte di Jersey |  |
|                                             |                                 | Sarah Fane                            |                                               |  |  |       |  |  | George Child Villiers, VI conte di Jersey |  |  |                                    |  |
| Victor Child Villiers, VII conte di Jersey  |                                 |                                       |                                               |  |  |       |  |  | George Child Villiers, VI conte di Jersey |  |  |                                    |  |
|                                             |                                 | Julia Peel                            | Robert Peel, II baronetto                     |  |  |       |  |  |                                           |  |  |                                    |  |
|                                             |                                 | Julia Peel                            | Robert Peel, II baronetto                     |  |  |       |  |  |                                           |  |  |                                    |  |
|                                             |                                 | Julia Peel                            | Julia Floyd                                   |  |  |       |  |  |                                           |  |  |                                    |  |
| George Child-Villiers, VIII conte di Jersey |                                 | Julia Peel                            |                                               |  |  |       |  |  |                                           |  |  |                                    |  |
|                                             |                                 | William Leigh, II barone Leigh        | Chandos Leigh, I barone Leigh                 |  |  |       |  |  |                                           |  |  |                                    |  |
|                                             |                                 | William Leigh, II barone Leigh        | Chandos Leigh, I barone Leigh                 |  |  |       |  |  |                                           |  |  |                                    |  |
|                                             |                                 | William Leigh, II barone Leigh        | Margarette Willes                             |  |  |       |  |  |                                           |  |  |                                    |  |
| Margaret Elizabeth Leigh                    |                                 | William Leigh, II barone Leigh        |                                               |  |  |       |  |  |                                           |  |  |                                    |  |
|                                             |                                 | Caroline Grosvenor                    | Richard Grosvenor, II marchese di Westminster |  |  |       |  |  |                                           |  |  |                                    |  |
|                                             |                                 | Caroline Grosvenor                    | Richard Grosvenor, II marchese di Westminster |  |  |       |  |  |                                           |  |  |                                    |  |
|                                             |                                 | Caroline Grosvenor                    | Elizabeth Leveson-Gower                       |  |  |       |  |  |                                           |  |  |                                    |  |
| George Child-Villiers, IX conte di Jersey   |                                 | Caroline Grosvenor                    |                                               |  |  |       |  |  |                                           |  |  |                                    |  |
|                                             | Francis Needham, visconte Newry | Francis Needham, II conte di Kilmorey |                                               |  |  |       |  |  |                                           |  |  |                                    |  |
|                                             | Francis Needham, visconte Newry | Francis Needham, II conte di Kilmorey |                                               |  |  |       |  |  |                                           |  |  |                                    |  |
|                                             | Francis Needham, visconte Newry | Jane Gun                              |                                               |  |  |       |  |  |                                           |  |  |                                    |  |
| Francis Needham, III conte di Kilmorey      | Francis Needham, visconte Newry |                                       |                                               |  |  |       |  |  |                                           |  |  |                                    |  |
|                                             |                                 | Anne Amelia Colville                  | Charles Colville                              |  |  |       |  |  |                                           |  |  |                                    |  |
|                                             |                                 | Anne Amelia Colville                  | Charles Colville                              |  |  |       |  |  |                                           |  |  |                                    |  |
|                                             |                                 | Anne Amelia Colville                  | Jane Mure                                     |  |  |       |  |  |                                           |  |  |                                    |  |
| Cynthia Needham                             |                                 | Anne Amelia Colville                  |                                               |  |  |       |  |  |                                           |  |  |                                    |  |
|                                             |                                 | Edward Holmes Baldock                 | Edward Holmes Baldock                         |  |  |       |  |  |                                           |  |  |                                    |  |
|                                             |                                 | Edward Holmes Baldock                 | Edward Holmes Baldock                         |  |  |       |  |  |                                           |  |  |                                    |  |
|                                             |                                 | Edward Holmes Baldock                 | Mary Gorringe                                 |  |  |       |  |  |                                           |  |  |                                    |  |
| Ellen Constance Baldock                     |                                 | Edward Holmes Baldock                 |                                               |  |  |       |  |  |                                           |  |  |                                    |  |
|                                             |                                 | Elizabeth Mary Corbet                 | Andrew Vincent, II baronetto                  |  |  |       |  |  |                                           |  |  |                                    |  |
|                                             |                                 | Elizabeth Mary Corbet                 | Andrew Vincent, II baronetto                  |  |  |       |  |  |                                           |  |  |                                    |  |
|                                             |                                 | Elizabeth Mary Corbet                 | Rachel Stevens Hill                           |  |  |       |  |  |                                           |  |  |                                    |  |
|                                             |                                 | Elizabeth Mary Corbet                 |                                               |  |  |       |  |  |                                           |  |  |                                    |  |